# 塔卡班巴區
6°23′37″S 78°36′41″W / 6.3935°S 78.6113°W
塔卡班巴區（西班牙語：Distrito de Tacabamba），是秘魯的一個區，位於該國北部卡哈馬卡大區的喬塔省，面積196.3平方公里，海拔高度2,035米，2005年人口18,347，人口密度每平方公里93人。